# Loustère
La Loustère est une rivière française qui coule en Gascogne dans le sud-ouest de la France c'est un affluent de l'Auloue, donc un sous-affluent de la Garonne par la Baïse.

## Géographie
De 14 km de longueur, la Loustère prend sa source dans les Gers commune de Castin et  se jette dans l'Auloue sur la commune de Castéra-Verduzan

### Départements et communes traversés
- Gers : Castin, Castillon-Massas, Saint-Lary, Jegun, Castéra-Verduzan.

## Principaux affluents
- Ruisseau de Lauzéro : 1,1 km
- Ruisseau de Larriouau : 1,7 km
- Ruisseau de Lahontan : 11,6 km

## Aménagements et écologie